# Sibila Pérsica (Miguel Ángel)
La Sibila Pérsica, de 400 x 380 cm, es un fresco de Miguel Ángel de 1511-1512 y forma parte de la decoración de la bóveda de la Capilla Sixtina, en los Museos Vaticanos de Roma, encargada por el papa Julio II.

## Historia
Al pintar la bóveda, Miguel Ángel procedió desde el tramo cerca de la puerta de entrada, la usada durante las entradas solemnes en la capilla del pontífice y su séquito, hasta la parte sobre el altar. La Pérsica así pues, que se encuentra en el séptimo tramo a partir de la puerta, fue una de las figuras del segundo bloque de trabajos, realizado entre el otoño de 1511 y octubre de 1512.

## Descripción y estilo
La Sibila Pérsica forma parte de la serie de los Videntes, colocados sobre amplios tronos arquitectónicos fingidos sobre las ménsulas. Cada uno de ellos está acompañado de un par de jóvenes asistentes y sobre un gran asiento marmóreo, entre dos pilares con fingidos altorrelieves de amorcillos por parejas, en varias posiciones. Su nombre está escrito (en este caso PERSICHA) en igualmente simuladas tablitas bajo la plataforma que hace de base al trono, sostenidas por otro amorcillo.
La Sibila Pérsica es representada mayor como la Cumana, de hecho es la más anciana de ellas: de perfil, encorvada bajo una importante joroba, intenta descifrar el libro de las profecías, que sostiene cerca de los ojos miopes con brazos poderosos que ciñen las mangas largas. Se vuelve hacia atrás, hacia la pared, con el rostro y el pecho en sombra, mientras el brazo izquierdo y las piernas están iluminadas violentamente. 
Detrás de ella hay dos asistentes niños semiocultos en la sombra, de los cuales el primero se cubre con un manto rojo como abrigándose. Los colores vivos del atuendo de la sibila confieren luminosidad a la figura, que resalta aun más con los numerosos pliegues de las telas. El acuerdo cromático entre el verde agua de la túnica y el rosa salmón del manto es sobrio y elegante. Desde el punto de vista anatómico, la anciana tiene una estructura hercúlea y poderosa: como todas las mujeres reproducidas por Miguel Ángel tiene una musculatura masculina, típica de su poética, que tenía como tema central el cuerpo desnudo masculino en movimiento.

## Otros proyectos
- Wikimedia Commons contiene imágenes y otros archivos sobre Sibilla Persica

- Datos: Q3960012
- Multimedia: Sistine Chapel ceiling - Persian Sibyl / Q3960012